# Conolophus pallidus
Iguana de Santa Fe (Conolophus pallidus) este o specie de șopârlă din familia Iguanidae, endemică pe Insula Santa Fe din arhipelagul Galapagos.

## Taxonomie
Specia a fost descrisă pentru prima dată în 1903 de zoologul american Edmund Heller. Statutul său taxonomic a fost disputat, unii cercetători considerând-o o variantă sau subspecie a iguanei terestre din Galapagos (Conolophus subcristatus), întâlnită pe alte insule ale arhipelagului.

## Etimologie
Epitetul său specific, pallidus, provine din limba latină și înseamnă „palid”, reflectând colorația mai deschisă a acestei specii în comparație cu C. subcristatus.

## Morfologie
Iguana terestră din Santa Fe este similară morfologic cu iguana terestră din Galapagos, însă se deosebește prin coloritul galben-palid sau crem, cu nuanțe mai deschise și un bot mai lung și mai ascuțit, cu spini dorsali mai pronunțați și mai dens distribuiți.
Specia poate atinge 0,91 metri (inclusiv coada) și o greutate de până la 11 kg. Fiind ectotermă, își reglează temperatura corporală expunându-se la soare pe rocile vulcanice, iar noaptea se retrage în vizuini săpate pentru a conserva căldura. Aceste iguane au și o relație simbiotică cu finchul lui Darwin (Geospiza spp.) de pe insulă; păsările îndepărtează paraziții de pe pielea iguanei, beneficiind la rândul lor de hrană, iar iguana primește o curățenie eficientă.

## Dieta
Este predominant herbivoră, însă unele exemplare s-au observat că adoptă un comportament carnivor, suplimentându-și dieta cu insecte, centipede și cadavre. Având în vedere că apa dulce este rară pe insulele pe care trăiesc, iguanele obțin majoritatea apei necesare din cactuși din genul Opuntia, care constituie 80% din dieta lor: fructe, flori, paduri și chiar spini. În perioadele ploioase, bea direct din bălțile de apă stătătoare și consumă flori galbene din genul Portulaca.

## Statut de conservare
Specia este vulnerabilă din cauza habitatului restrâns și a sensibilității la perturbări umane. Endemismul pe o singură insulă o expune riscuri majore, precum introducerea de specii invazive sau schimbările climatice.